# Thư viện Mazarine

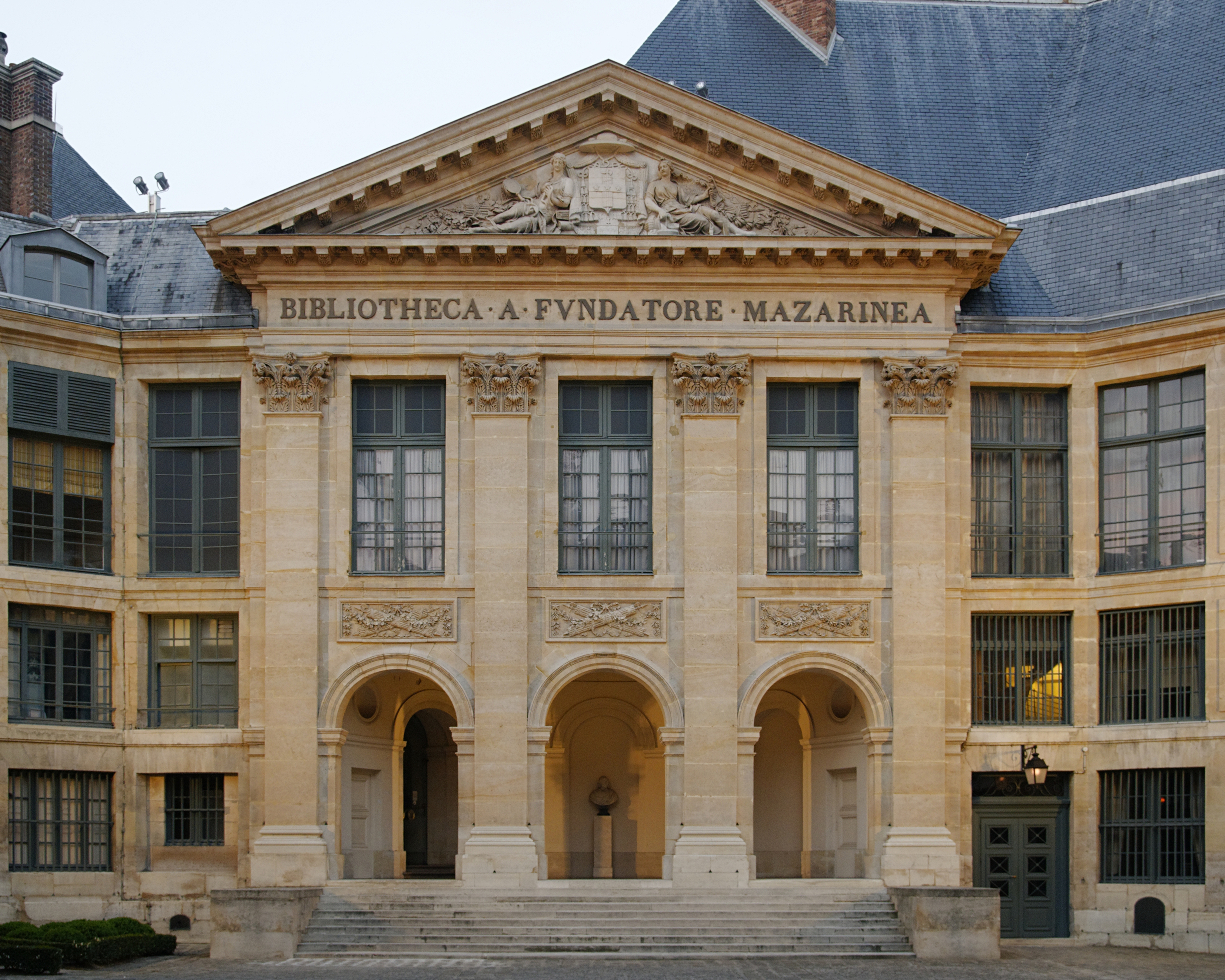
Mặt tiền của Thư viện Mazarine trong Cung điện của Institut de France

Thư viện Mazarine là một thư viện nằm trong Institut de France, thuộc Quận 6 thành phố Paris. Vốn là thư viện cá nhân của hồng y Jules Mazarin, được mở cửa cho công chúng vào năm 1643, Mazarine là thư viện công cộng cổ nhất nước Pháp.
| Métro Paris | Bến tàu điện ngầm: Pont-Neuf |

Với thủ thư Gabriel Naudé, hồng y Mazarin đã xây dựng được một thư viện cá nhân bậc nhất châu Âu khi đó. Năm 1643, Jules Mazarin mở cửa thư viện của mình cho công chúng. Nhưng trong thời gian xảy ra cuộc nổi loạn 1648–1653, thư viện đã bị phân tán một phần. Sau đó, Jules Mazarin xây dựng lại cùng sự giúp đỡ của thủ thư François de La Poterie.
Jules Mazarin mất vào năm 1661 và di chúc đề nghị thành lập trường Quatre-Nations, thư viện sẽ dành cho nhà trường. Quatre-Nations được xây dựng trong 20 năm, từ 1662 tới 1682, nằm ở rìa khu phố La Tinh. Tòa nhà bên trái trường Quatre-Nations được dành cho thư viện. Tới năm 1689, thư viện Mazarine được mở cửa trở lại.
Vào thời kỳ Cách mạng Pháp, tuy trường Quatre-Nations bị đóng cửa nhưng thư viện vẫn tiếp tục hoạt động. Bắt đầu từ thời gian đó, thư viện Mazarine phát triển với nhiều sách mới mua thêm cũng như được tặng lại nhiều bộ sưu tập sách quan trọng.
Tới năm 1945 thì thư viện Mazarine thuộc về Institut de France, vốn nằm tại các tòa nhà của trường Quatre-Nations từ năm 1805. Nơi đây trở thành một trong những thư viện khoa học và văn học lớn nhất của Bộ Giáo dục Quốc gia Pháp. Phòng đọc của thư viện được tu sửa trong khoảng thời gian từ 1968 đến 1974, vẫn giữ lại các trang trí độc nhất của một thư viện lớn của thế kỷ 17. Ngày nay thư viện Mazarine vẫn mở cửa cho tất cả công chúng, người Pháp lẫn người nước ngoài.
Phòng đọc sách cho công chúng trong thư viện

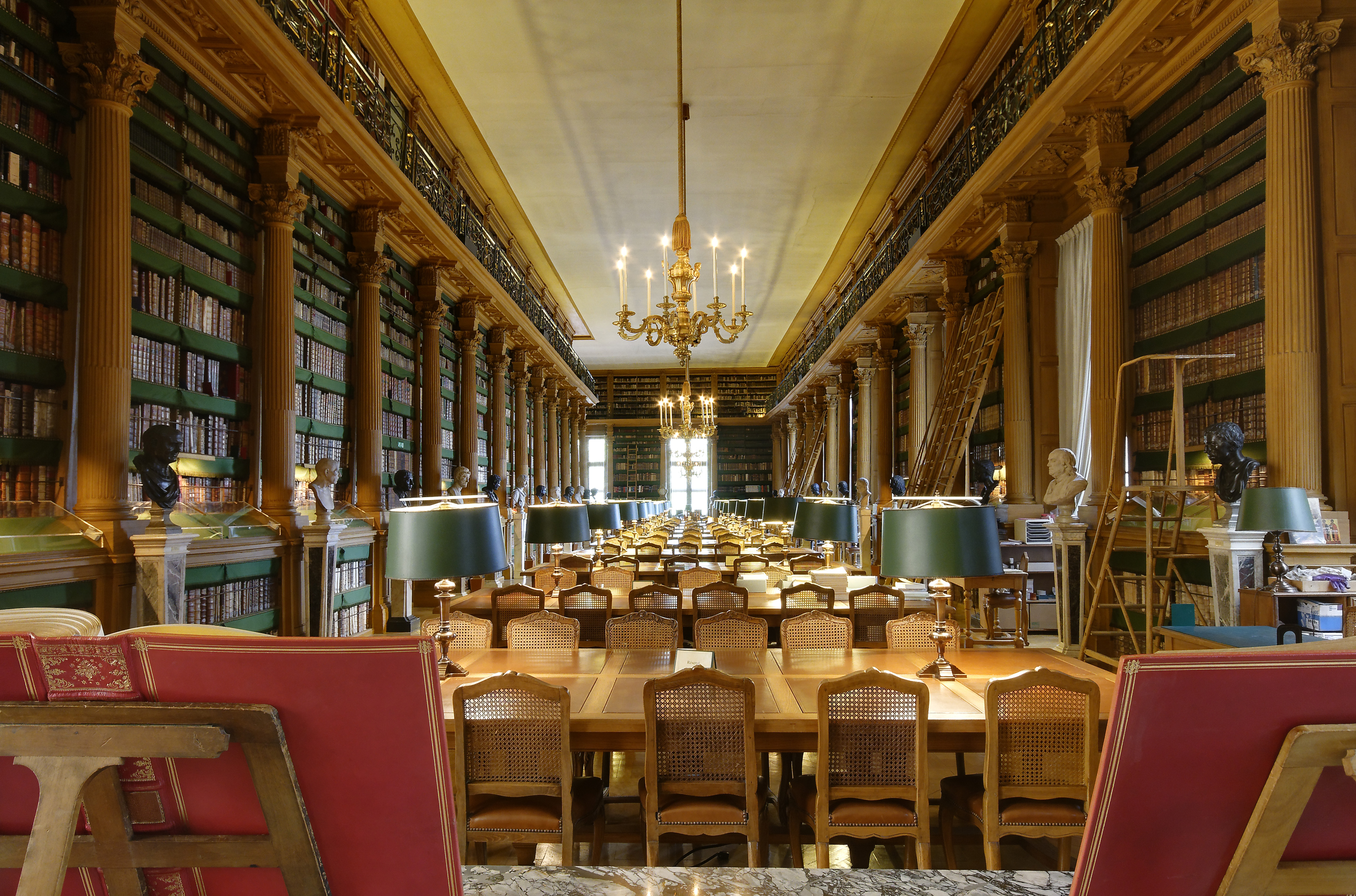
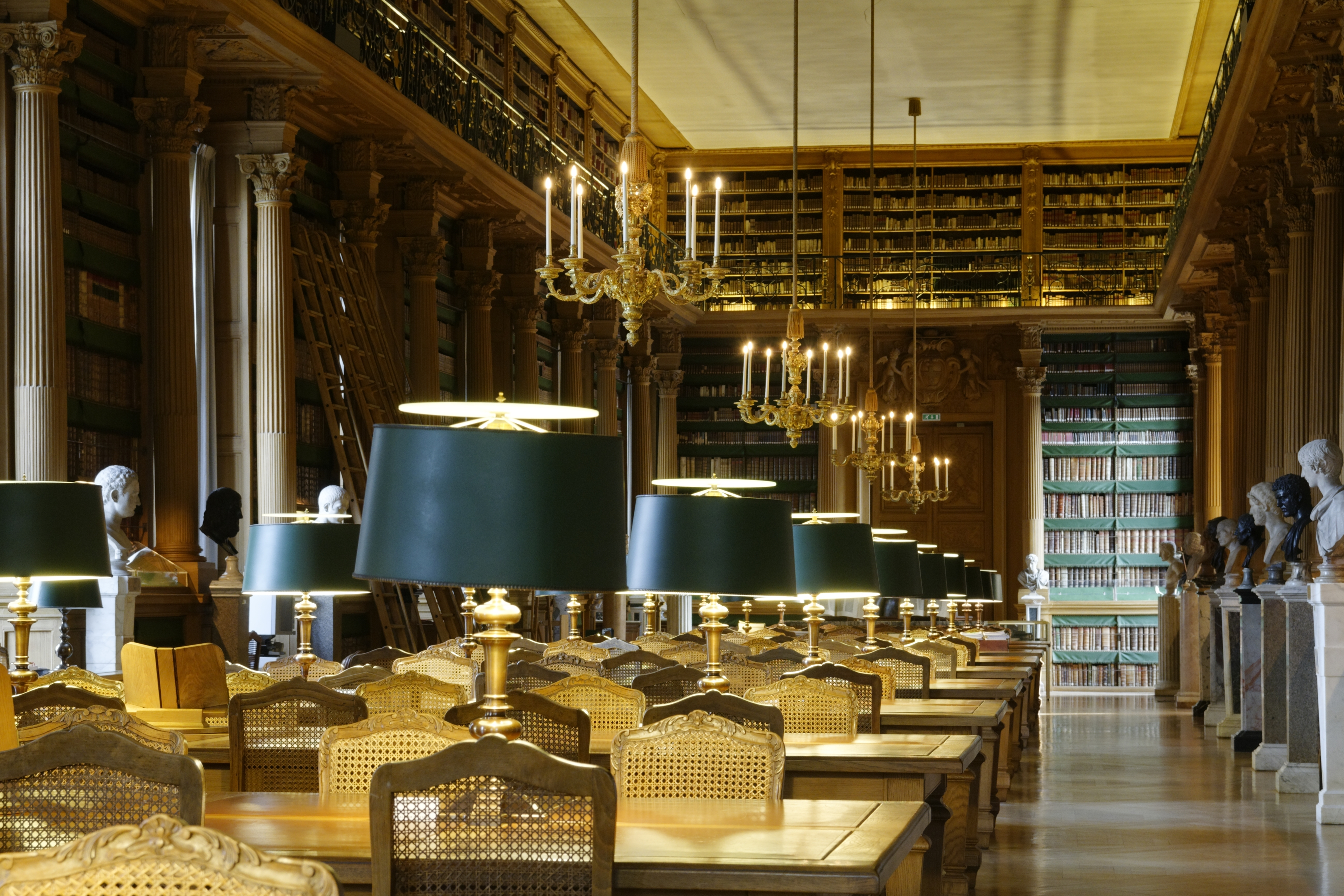
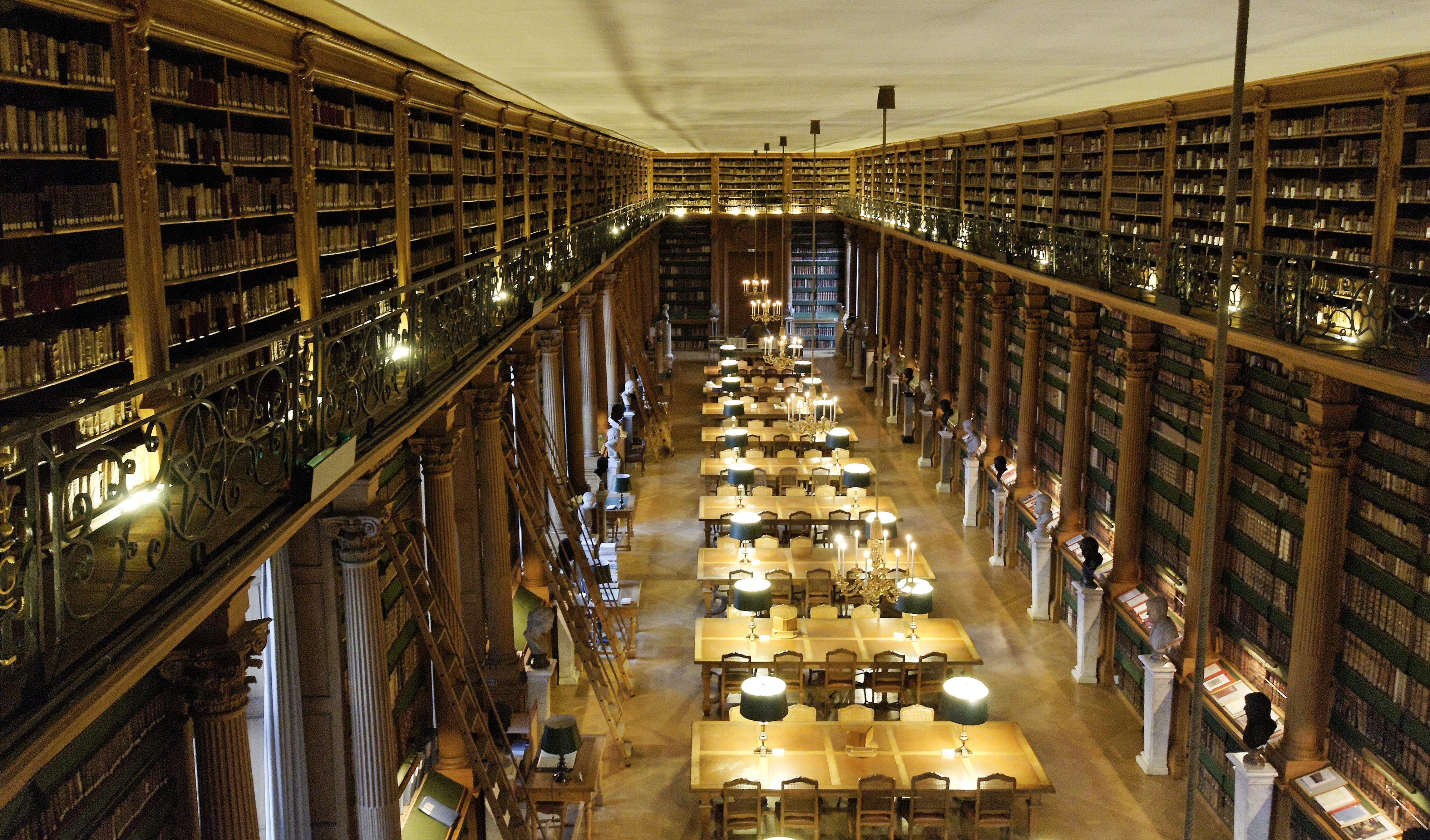
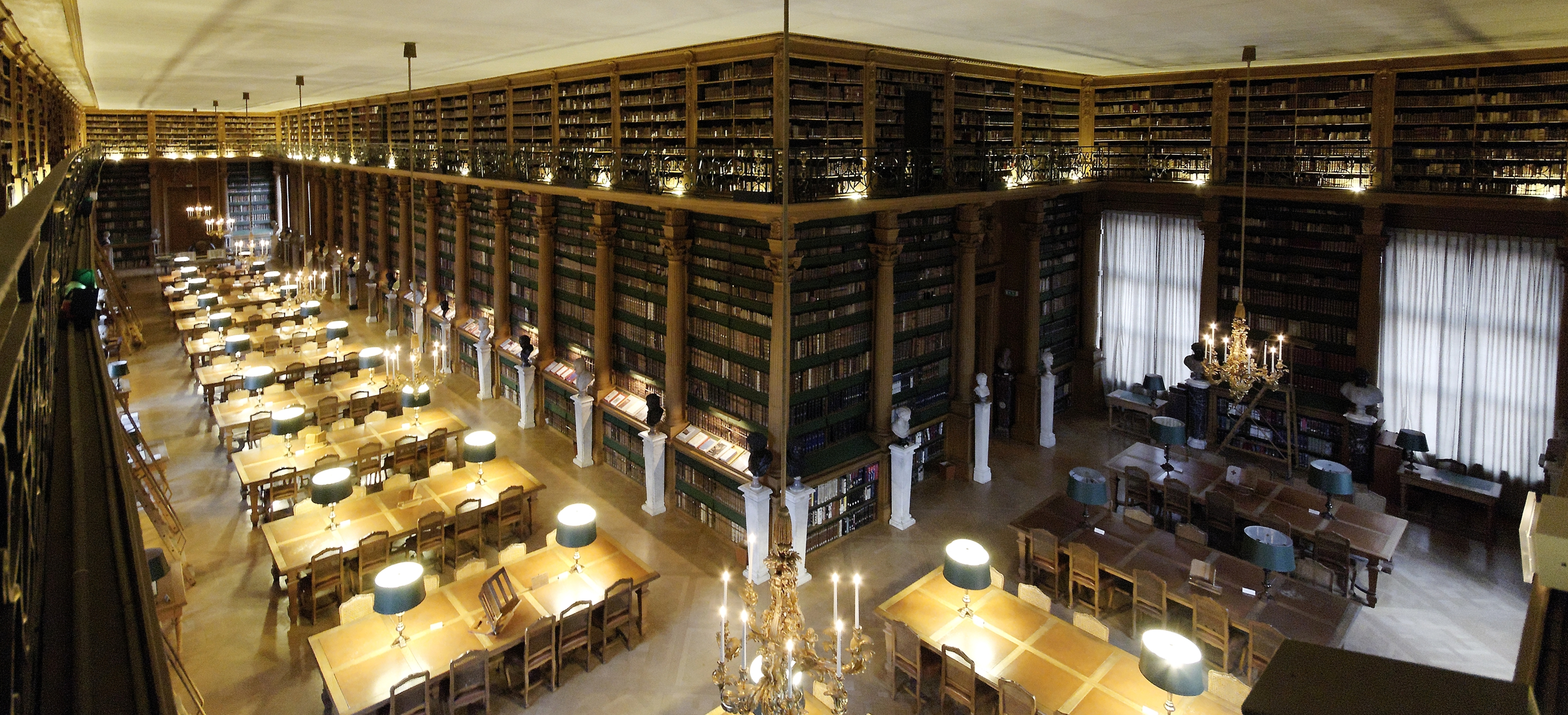
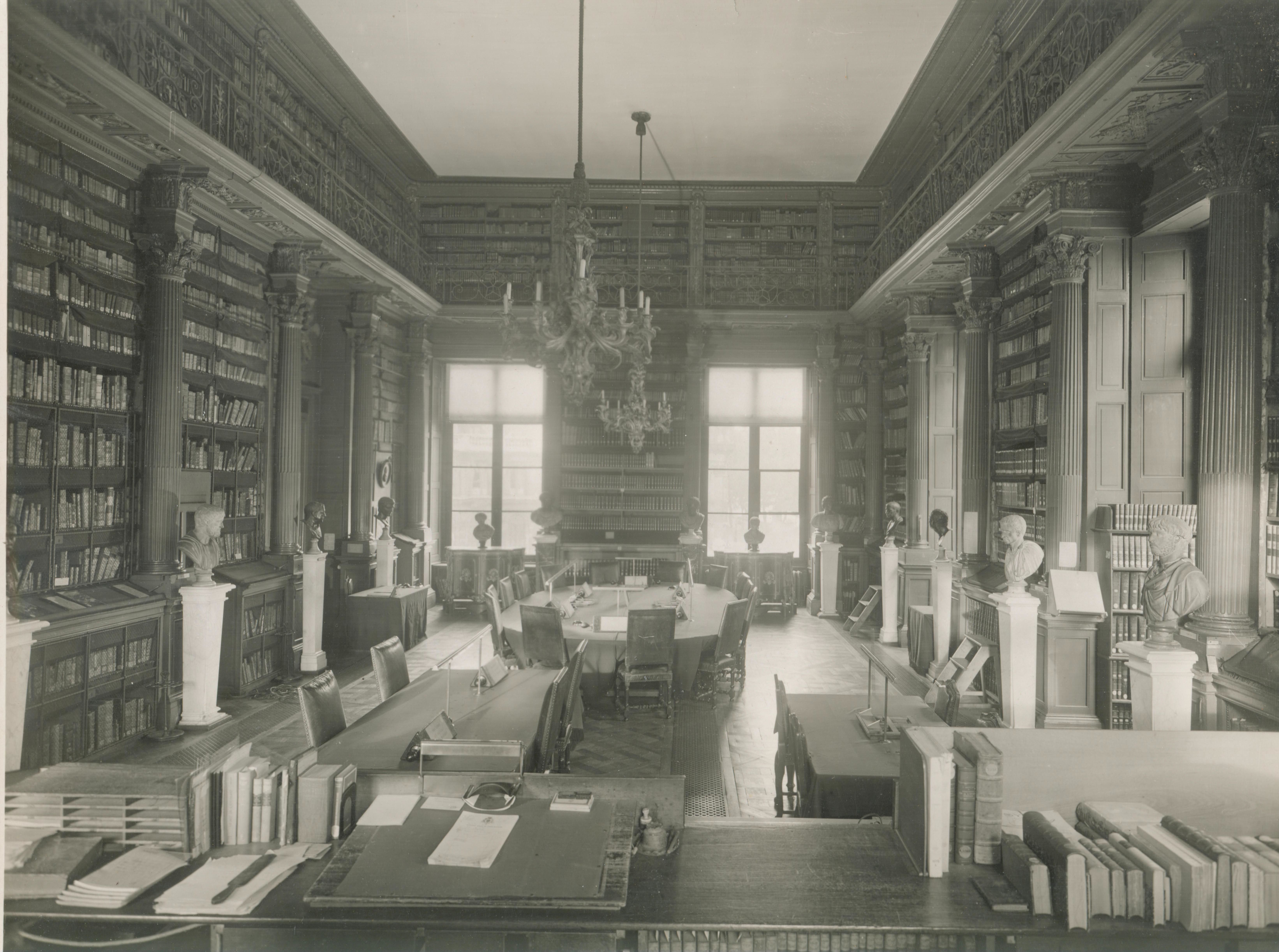
Đầu thế kỷ 20
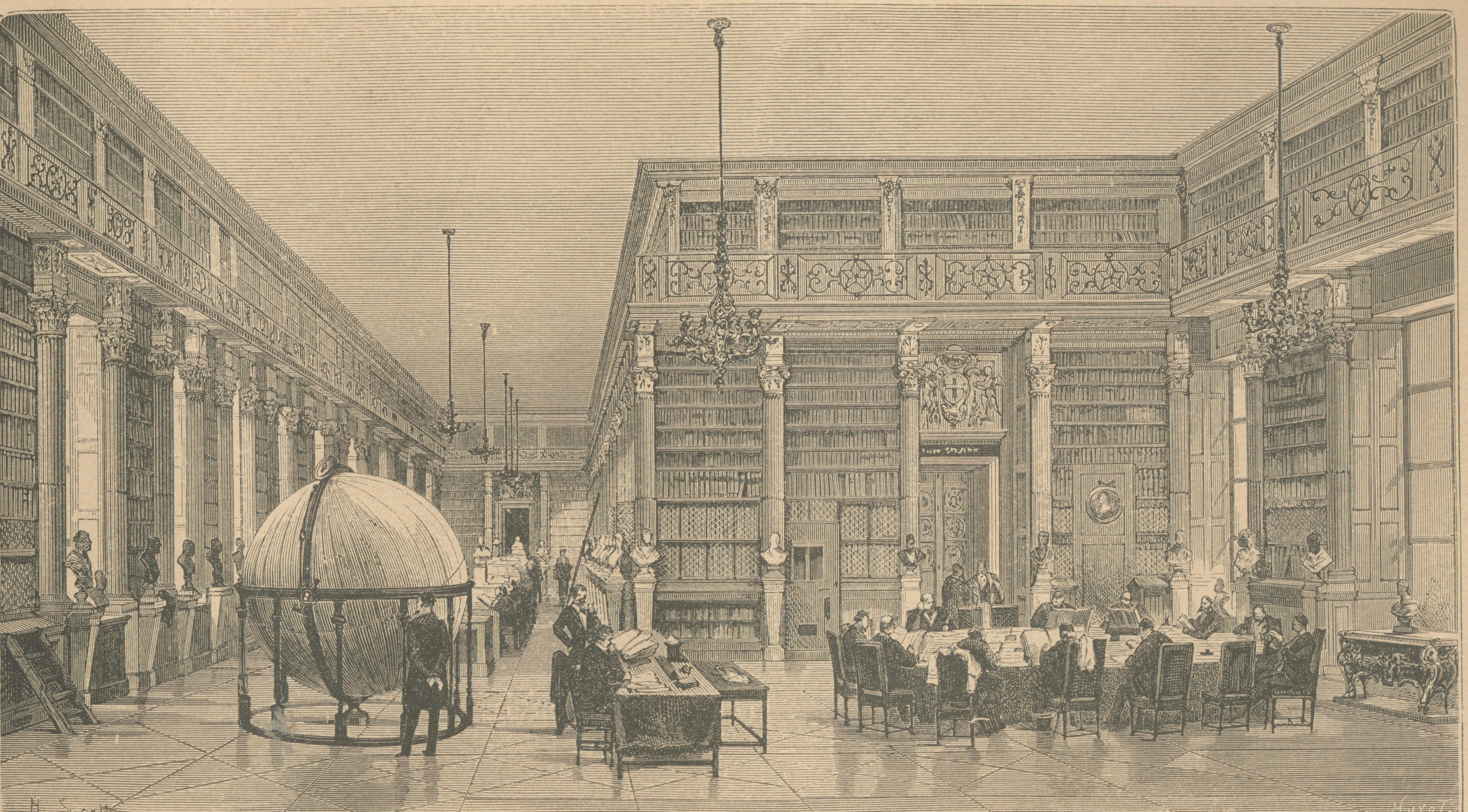
Những năm 1800